# Who's That Girl (trilha sonora)
Who's That Girl: Original Motion Picture Soundtrack ou simplesmente chamada de Who's That Girl é a primeira trilha ou banda sonora da artista musical estadunidense Madonna, lançada em 21 de julho de 1987 pela Sire Records para promover o filme de mesmo nome (1987). A trilha é considerada "um álbum de Madonna" pela Warner e pela Billboard 200, apesar desta contribuir em quatro das nove faixas do disco, que também apresenta canções dos artistas Duncan Faure, Club Nouveau, Michael Davidson, Scritti Politti e Coati Mundi. Após o sucesso comercial e crítico de seu terceiro filme Desperately Seeking Susan (1985), Madonna queria atuar em uma comédia chamada Slammer, em que o enredo consistia em uma jovem chamada Nikki Finn que é acusada injustamente de homicídio; Contudo, após o fracasso do quarto filme de Madonna, Shanghai Surprise (1986), a Warner Bros. inicialmente rejeitou o projeto, mas a gravadora mudou de ideia após Madonna os convencer a iniciar o projeto de desenvolvimento do disco, e também porque estavam interessados no dinheiro do sucesso de Madonna com trilhas sonoras.
Madonna começou a trabalhar no disco em dezembro de 1986, e chamou Patrick Leonard e Stephen Bray, que haviam sido produtores de seu terceiro álbum de estúdio, True Blue (1986). Ela sentiu que canções uptempo e downtempo eram necessárias para o disco. Leonard compôs a música da canção uptempo, e Madonna providenciou a melodia e a letra da canção. Madonna nomeou a faixa de "Who's That Girl", e acreditando que este era um nome melhor que Slammer, mudou o nome do filme, que recebeu o mesmo nome da canção. Juntos, Madonna e Leonard também desenvolveram a balada downtempo "The Look of Love". Outras duas canções foram desenvolvidas por Madonna e Bray para o projeto: "Causing a Commotion", que faz referências a "Into the Groove" e futuras canções de Madonna em suas letras e "Can't Stop", uma faixa inspirada por Sixties Motown e pelo grupo feminino Martha and the Vandellas.
Após seu lançamento, o disco recebeu revisões geralmente negativas por membros da crítica especializada, que sentiram que a trilha era incompleta, enquanto nomearam a faixa-título e "The Look of Love" como os destaques do disco. Em termos comerciais, Who's That Girl conseguiu posicionar-se entre as dez mais nas tabelas musicais estadunidenses, italianas, austríacas, canadenses, francesas, neozelandesas, britânicas e suecas. Além de atingir o pico das tabelas musicais da Alemanha e do continente europeu. Totalizando vendas de seis milhões de cópias do mundo.
Três das faixas cantadas por Madonna se tornaram singles do disco. A faixa homônima se tornou a sexta canção de Madonna a atingir o pico da Billboard Hot 100, fazendo dela a primeira artista a acumular seis canções que atingiram o topo da tabela. "Causing a Commotion" e "The Look of Love" foram lançadas como os seguintes focos de promoção do disco, sendo que a primeira citada atingiu o topo do periódico genérico Hot Dance Club Play. A faixa "Turn It Up" foi lançada promocionalmente em território estadunidense, atingindo a décima quinta posição na tabela genérica Hot Dance Club Play. Simultaneamente com o disco True Blue (1986), a trilha sonora foi promovida pela turnê bem sucedida Who's That Girl Tour (1987), que visitou países europeus, norte-americanos e asiáticos, sendo registrada nos vídeos Who's That Girl - Live in Japan (1987) e Ciao, Italia! - Live From Italy (1988).

## Antecedentes
Após o sucesso do filme, Desperately Seeking Susan (1985), Madonna começou a se interessar em atuar. Para seu próximo projeto cinematográfico, ela aceitou a proposta de atuar em outra comédia intitulada Slammer, que mais tarde se chamaria Who's That Girl. Madonna viria a interpretar uma personagem chamada Nikki Finn, que é acusada injustamente de homicídio. Após entrar em liberdade condicional, Finn queria limpar o seu nome e provar que era inocente a qualquer custo. Junta a um personagem chamado Loudon Trott (interpretado por Griffin Dunne), Finn se envolve em trinta e seis horas de muitas aventuras e confusões, até que chega uma cena em que Finn interrompe um casamento para revelar a identidade do verdadeiro assassino. Em pergunta sobre a personagem, Madonna disse:
| “ | Eu tenho muita coisa em comum com Nikki. Ela é corajosa, doce e mal interpretada. Mas ela limpa seu nome no final. É isso que estou fazendo continuamente com o meu público. Eu gostei do lado duro e do lado doce de Nikki. A tenacidade é apenas uma máscara para a vulnerabilidade que ela sente por dentro. | ” |

No entanto, devido à má publicidade em torno de Madonna e de seu então marido Sean Penn, juntamente com o fracasso de seu quarto filme, Shanghai Surprise (1986), a Warner Bros. havia inicialmente rejeitado o projeto. Madonna também queria que seu amigo de longa data James Foley filmasse o longa, alegando que "ele é um gênio". Foley já havia dirigido os vídeos musicais de "Live to Tell", "Papa Don't Preach" e "True Blue", além do filme Shanghai Surprise. A Warner Bros. estava procurando em outra maneira de ganhar dinheiro com o sucesso de Madonna com trilhas sonoras, e sentiu que apenas o nome da cantora poderia ser o suficiente para garantir o sucesso do filme, bem como sua trilha sonora. Sentindo que não havia outra opção, a gravadora mudou de ideia e começou a trabalhar no projeto. As filmagens do filme começaram em outubro de 1986 na cidade de Nova York, e Madonna começou a trabalhar na trilha sonora do filme dois meses depois, em dezembro de 1986.

## Desenvolvimento
"Eu tinha ideias específicas em minha mente, a música iria ficar por contra própria, bem como apoiar e melhorar o que estava acontecendo na tela e que a única maneira de tornar isso realidade seria escrever as canções com alguém ... As canções não são necessariamente sobre Nikki ou escritas para serem interpretadas por alguém como ela, mas eu acho que há um espírito nessa canção que captura o que o filme e o que os personagens narram".

—Madonna comentando sobre as canções da trilha sonora.
Tendo ideias específicas em sua mente, Madonna contatou Patrick Leonard e Stephen Bray, que haviam sido produtores de seu terceiro álbum de estúdio, True Blue (1986). Ela explicou aos dois que queria canções uptempo e downtempo. Por suas exigências, Leonard ficou a cargo de desenvolver a canção uptempo. Madonna chegou ao estúdio de gravação em uma quinta-feira, e Leonard lhe entregou uma fita cassete que continha uma gravação do refrão da canção. Madonna completou a melodia e a letra da canção, enquanto Leonard trabalhou em algumas partes da mesma. Depois de terminar a letra, ela nomeou a faixa de "Who's That Girl", e mudou o nome da comédia Slammer para o nome da canção, argumentando que este era um título melhor. Leonard explicou no livro de Fred Bronson The Billboard Book of Number 1 Hits que a música foi gravada em apenas um dia, e que Madonna gravou seus vocais para a mesma em apenas um dia. Faixas com a instrumentação de guitarras e percussão foram mais tarde adicionadas por Leonard e Bray. A música downtempo foi desenvolvida no dia seguinte, com Madonna escrevendo as letras e com Leonard compondo a melodia. Denominada "The Look of Love", a canção contém a linha "No where to run, no place to hide. From the look of love, from the eyes of pride".
Depois de "The Look of Love", Madonna começou a desenvolver duas novas canções com Bray como produtor. A primeira foi intitulada de "Causing a Commotion", e foi inspirada por Sean Penn e a relação conturbada de Madonna e Penn. Madonna sentiu que seu casamento com Penn estava a ponto de quebrar-se, devido à natureza abusiva e violenta de Penn. Em uma entrevista concedida à revista musical Rolling Stone em 10 de setembro de 1987, Madonna falou sobre o impacto de Penn em sua vida e sobre a canção: "Eu não gosto de violência. Nunca gostei de bater em alguém, e eu nunca pensei que qualquer tipo de violência teria ocorrido. Mas por outro lado, eu entendi a ira de Sean, e acredite em mim, eu queria bater nele muitas vezes. Eu nunca saberia, porque isso iria piorar as coisas. [...] Eu me senti como se estivesse 'causando uma comoção' para me distrair propositadamente. Escrevi essa música e minha frustação nele passou". A última música a ser desenvolvida por Madonna e Bray foi "Can't Stop", uma canção inspirada por Sixties Motown e pelo grupo feminino Martha and the Vandellas. Além disso, o álbum também inclui músicas de intérpretes da Warner Bros.: Club Nouveau, Scritti Politti e Michael Davidson. Comercialmente mal sucedidos e desconhecidos nos Estados Unidos, esses cantores precisavam de um jeito para lançarem suas canções, e os incluir em um álbum de Madonna parecia a coisa certa a fazer para a Warner. Outras duas faixas, interpretadas por Duncan Faure e Coati Mundi, foram incluídas a pedido de Madonna, que era amiga de ambos.

## Composição
A faixa-título é composta no estilo típico de Madonna - mixando uma bateria eletrônica, uma linha de sintetizadores de baixo borbulhante e o som de instrumentos de cordas. Segundo Rikky Rooksby, autor de The Complete Guide to the Music of Madonna, as três partes da canção, nomeadamente na ponte, onde Madonna canta onde Madonna canta "Quem pode me ajudar agora?", o coro e o verso fluem juntos em um de maneira coerente, com o coro incorporando um efeito assustador. A música reafirma o interesse de Madonna pela cultura hispânica que continuou após o lançamento de seu single de 1987 "La Isla Bonita". Leonard e Madonna acrescentaram frases em espanhol ao coro, durante otrombetas do segundo verso, e também no intervalo instrumental adicionado no meio. "Who's That Girl" também usa o efeito sonoro causado pela combinação de várias linhas vocais, que haviam sido usadas anteriormente por grupos como The Beach Boys em seus singles "God Only Knows" (1966) e "I Get Around" (1964), bem como os singles do R.E.M., "Fall on Me" (1986) e "Near Wild Heaven" (1991). "Who's That Girl" emprega esse efeito no último refrão, onde três ou quatro ganchos vocais diferentes estão entrelaçados..
A segunda faixa "Causing a Commotion" tem um groove dançante. O arranjo musical consiste em um número de ganchos interpolando entre si. Começa com o refrão, onde Madonna canta a frase "Eu tenho os movimentos, baby, você tem os movimentos. Se nos juntamos, estamos causando uma comoção". Os versos são acompanhados por uma linha de baixo descendente de quatro notas e acordes em staccato. A letra faz referência ao single, "Into the Groove" de Madonna, de 1985 e tem três partes para a harmonia vocal. De acordo com a partitura publicada no Musicnotes.com por Walt Disney Music Company, a música é definida na fórmula de compasso do tempo comum, com um ritmo de 192 batidas por minuto. É composto na clave de Si♭ maior com a voz de Madonna abrangendo desde a alta nota de dó♯3 a si♯5. A música tem uma sequência básica de si♭-fá menor7-si♭-fá9-si♭6.
"The Look of Love" começa com uma linha de baixo baixa e uma faixa de fundo lenta. É seguido pelo som de percussão e uma nota de registro alta, contrastando com a linha de baixo. A música continua desta maneira até o último verso, que é apoiado pelo som de um violão. Um vocal de duas partes é encontrado na linha "Não há para onde correr, não há lugar para se esconder". Rooksby sentiu que a voz de Madonna parecia "expressiva" quando ela canta a linha "Do olhar do amor" e pronuncia a palavra "olhar" por cima do acorde ré menor presente abaixo., dando assim uma impressão da suspensão como qualidade do nono acorde menor, dissociando-a da progressão harmônica das outras notas. A música é definida na fórmula de compasso do tempo comum, com um ritmo moderado de 80 batimentos por minuto. É composta na clave ré menor, com a voz de Madonna estendendo-se pelas notas do5 a si♭3. "The Look of Love" tem uma sequência básica de dó-ré menor-fá menor-si como sua progressão de acordes.
"Can't Stop" tem um som de teclado agudo embutido entre o som de uma bateria eletrônica e clarinete. A letra se refere essencialmente à ideia de que "eu quero o meu homem e vou pegá-lo". Rooksby notou que a pausa instrumental na música repete o refrão, com uma linha de sintetizador adicionada no topo. Ele achava que "Can't Stop", às 4:45, era um bom exemplo da divisão das músicas de Madonna entre dance music — onde a duração é importante — e a exigência de músicas pop clássicas, que podem variar de dois a quatro minutos. J. Randy Taraborrelli, em seu livro Madonna: An Intimate Biography, descreveu a música "24 Hours" de Faure "como uma pista lenta que não cria impulso. Joe Brown, do The Washington Post, descreveu "Turn it Up" de Davidson como consistindo de um sintetizador lento de fundo, que se transforma em uma batida que progride rapidamente, com o canto de Davidson remanescente dos Beastie Boys.

## Análise da crítica
| Críticas profissionais | Críticas profissionais |
| Avaliações da crítica  | Avaliações da crítica  |
| Fonte                  | Avaliação              |
| ---------------------- | ---------------------- |
| AllMusic               | [ 15 ]                 |
| Robert Christgau       | (C–)                   |
| Entertainment Weekly   | D                      |
| New York               | Misto                  |
| The New York Times     | Positivo               |
| Rolling Stone          | [ 20 ]                 |

O álbum da trilha sonora não foi bem recebido pelos críticos de música, alguns dos quais comentaram que a faixa-título é o destaque do álbum. Jim Farber, da Entertainment Weekly, deu uma crítica negativa, embora Noah Robischon, da mesma revista, tenha elogiado a faixa-título, dizendo que Madonna havia "empurrado a sinergia para a fronteira". Bill Lamb, do About.com, disse que as músicas não estavam entre as melhores músicas de Madonna. Taraborrelli comentou que "a trilha sonora foi mais uma vez o lembrete do poder e do status de Madonna como uma das cantoras mais importantes dos anos 80, porque foram apenas suas canções que ganharam destaque, embora não sejam as melhores, apesar de 'The Look of Love' ser uma balada exótica". A autora Mary Cross, em sua biografia Madonna: A Biography, disse que "a trilha sonora diminui por causa do filme". Allen Metz e Carol Benson, autores de The Madonna Companion: Two Decades of Commentary, disseram que "Who's That Girl fez o que foi lançado, colocou dinheiro nos bolsos da Warner, mas não acrescenta nada ao catálogo de Madonna". Stephen Thomas Erlewine, observou em sua crítica à Allmusic que "no sentido mais estrito [Who's That Girl] não é um álbum da Madonna — é um álbum da trilha sonora", acrescentando que apresenta "dance-pop competente, mas pouco inspirador, de [vários artistas]". David Denby, da revista de New York, comentou que "não há nada absolutamente errado com a trilha sonora. Mas é apenas que ela tem a infelicidade de estar associada a um filme tão ruim, que o álbum na verdade não o sustenta bem". Ele acrescentou que "The Look of Love" era uma joia escondida no catálogo de Madonna. Don Shewey, da Rolling Stone, comentou que "embora seja essencialmente um álbum de Madonna, a trilha sonora não possui uma música verdadeiramente memorável, mas há a inclusão de músicas fracassadas dos artistas da Warner, como a música "El Coco Loco" do Coati Mundi e a estranha música "24 Hours" dos Beatles de Duncan Faure. Para a maioria dos compradores, embora este álbum seja o novo álbum da Madonna".
Robert Christgau deu ao álbum a (C–) e disse: "De Scritti Politti e Coati Mundi, você espera uma rotação mais complicada, mas eles são de fora, e a trilha sonora dos tempos de fora é igual a contrato de trabalho. Para seu próprio filme, porém, o ícone pop mais puro da década deve se sair melhor do que segundos desleixados. Ou segundos arrumados — pior ainda". Ed Blank, da Pittsburgh Press, comentou: "Parece que o único objetivo de criar a trilha sonora era mostrá-la no filme". Jay Boyar, do Orlando Sentinel, elogiou as músicas da trilha sonora, alegando que "Madonna produz um calor de partir o coração em 'The Look of Love' e uma sensação de bater o clube com 'Causing a Commotion'. Com o destino do filme sendo selado, felizmente para Madonna poder cantar", Gyan Singh, do The Miami Herald, enquanto revisava o filme, disse que "o único consolo do filme é a trilha sonora, as músicas - especialmente as de Madonna - são realmente boas". Don McLeese, do Chicago Sun-Times, enquanto revisava a turnê mundial de Madonna, Who's That Girl World Tour, disse que "as músicas da trilha sonora soam bem ao vivo". Larry Geller, do The Advocate, fez uma crítica positiva, dizendo que "Who's That Girl será o álbum da trilha sonora do verão". Stephen Holden, do The New York Times, fez uma crítica igualmente positiva, dizendo que o "álbum da trilha sonora está cheio de pop chicletes. Um dos singles mais quentes do ano, a música-título bilíngue de Madonna tem o salto flutuante de um acrobata fazendo cambalhotas em um trampolim. 'The Look of Love 'é uma balada tão memorável quanto 'Live to Tell', de Madonna, em 1986, e '24 Hours', cantada por Duncan Faure, funde habilmente os vocais no estilo dos Beatles com os suportes pop dos sintetizadores dos anos 80". Daniel Brogan, do Chicago Tribune, disse que "como essa trilha sonora não é realmente um álbum da Madonna, não é surpresa que ela pareça incompleta".

## Promoção

### Turnê
Madonna tocou "Who's That Girl", "Causing a Commotion" e "The Look of Love" em sua turnê mundial de 1987, Who's That Girl. Foi sua segunda turnê, promovendo True Blue e a trilha sonora. Madonna treinou-se fisicamente com aeróbica, corrida e levantamento de peso, para lidar com a coreografia e as rotinas de dança. Para os figurinos, ela colaborou com a designer Marlene Stewart, expandindo a ideia de dar vida aos personagens de videoclipes. O palco era enorme, com quatro telas de vídeo, projetores multimídia e um lance de escadas no meio. Leonard se tornou o diretor musical e incentivou Madonna a reorganizar suas músicas mais antigas e apresentá-las em um novo formato. Madonna nomeou a turnê 'Who's That Girl', depois de olhar para uma imagem gigantesca de si mesma projetada em uma tela no palco durante os ensaios.
O show consistiu em sete trocas de figurino, com rotinas de música e dança com um bis composto pelas músicas-título "Who's That Girl" e "Holiday". A turnê também abordou causas sociais como a AIDS, durante a performance de "Papa Don't Preach". A turnê Who's That Girl foi apreciada pela crítica e foi um sucesso comercial, arrecadando um total de US$ 25 milhões, com Madonna tocando na frente de 1,5 milhão de pessoas ao longo da turnê. De acordo com o site Pollstar, foi a segunda turnê de uma artista feminina de maior bilheteria de 1987, atrás Break Every Rule Tour de Tina Turner.

### Singles
O primeiro single retirado do álbum foi "Who's That Girl", em 30 de junho de 1987. Uma música influenciada pelo pop latino, tornou-se o sexto single de Madonna a alcançar o topo da tabela Billboard Hot 100 chart, fazendo dela o primeiro artista a acumular seis singles número um na década de 1980 e a primeira artista feminina solo a conseguir tantos números. Também alcançou o topo das tabelas no Reino Unido, Canadá, Países Baixos, Irlanda e Bélgica. No videoclipe, Madonna não retratou sua personagem cinematográfica Nikki Finn, em vez disso, continuou com o visual hispânico do videoclipe "La Isla Bonita". Desta vez, ela apareceu vestida de menino com um chapéu espanhol de abas largas e jaqueta bolero — uma combinação que mais tarde se tornaria uma tendência da moda. "Who's That Girl" foi nomeado para "Melhor Canção Escrita para Mídia Visual" no Prêmio Grammy de 1988, Também foi indicado para um Globo de Ouro de Melhor Canção Original.
Em 25 de agosto do mesmo ano "Causing a Commotion", segundo single do álbum, foi lançado. Foi criticado pelos críticos de música por ser um single abaixo dos padrões de Madonna, mas teve sucesso comercial, alcançando o top dez na Nova Zelândia, Suíça e Reino Unido. Nos Estados Unidos, o single subiu rapidamente na tabela, chegando ao número dois na semana de 24 de outubro de 1987, na mesma semana em que "Bad" de Michael Jackson avançou para a segunda posição. Permaneceu na segunda posição por três semanas, antes de descer da tabela. "Causing a Commotion" alcançou o topo da tabela do Hot Dance Club Play.
A terceira música lançada do álbum foi o single europeu "The Look of Love". No Reino Unido, "The Look of Love" foi lançado em 12 de dezembro de 1987 e entrou no UK Singles Chart no número 15. Na semana seguinte, atingiu o número nove na tabela, seu primeiro single desde  "Lucky Star" (1984) a ficar fora do top cinco. "Turn It Up" foi lançado como single antes de sua inclusão no álbum em 1987. Descrito por Joe Brown, do The Washington Post, como "irritantemente banal" e seu cantor como "um dos protegidos fotogênicos de Madonna". a música foi um sucesso nas tabelas de Dance Club da Billboard, chegando ao número 15.

## Créditos
- Madonna – letras, vocais, produtora, vocais de apoio
- Duncan Faure – vocais
- Club Nouveau – vocais
- Michael Davidson – vocais
- Scritti Politti – vocals
- Coati Mundi – vocais
- Patrick Leonard – letrista, produtor
- Stephen Bray – letrista, produtor
- Michael Barbiero – produção adicional, mixagem de áudio
- Steve Thompson – produção adicional, mixagem de áudio
- Shep Pettibone – produção adicional, mixagem de áudio
- Junior Vasquez – produção adicional, mixagem de áudio
- Donna De Lory – vocais de apoio
- Niki Haris – vocais de apoio
- David Agent – produtor, mixagem
- Hubert Eaves III – produtor, guitarras
- Denzil Foster – letrista
- David Gamson – acionador de som
- Green Gartside – vocais, letrista
- Jay King – guitarras
- Stock, Aitken & Waterman – letras, produtor, vocais de fundo
- Greg Ladanyi – design de embutimentos, arte da capa, engenheiro assistente
- Michael Vail Blum – engenheiro

## Lista de faixas
| N.º            | Título                                                    | Compositor(es)                                    | Produtor(es)                         | Duração |  |
| 1.             | "Who's That Girl" (interpretada por Madonna)              | Madonna Patrick Leonard                           | Madonna Leonard                      | 3:58    |  |
| 2.             | "Causing a Commotion" (interpretada por Madonna)          | Madonna Stephen Bray                              | Madonna Bray                         | 4:20    |  |
| 3.             | "The Look of Love" (interpretada por Madonna)             | Madonna Leonard                                   | Madonna Leonard                      | 4:03    |  |
| 4.             | "24 Hours" (interpretada por Duncan Faure)                | Mary Kessler Joey Wilson                          | Bray                                 | 3:38    |  |
| 5.             | "Step by Step" (interpretada por Club Nouveau)            | Jay King Denzil Foster Thomas McElroy David Agent | King Foster McElroy Agent            | 4:43    |  |
| 6.             | "Turn It Up" (interpretada por Michael Davidson)          | Davidson Frederic Mercier                         | Stock, Aitken & Waterman             | 3:56    |  |
| 7.             | "Best Thing Ever" (interpretada por Scritti Politti)      | Green Gartside David Gamson                       | Gartside Gamson John "Tokes" Potoker | 3:51    |  |
| 8.             | "Can't Stop" (interpretada por Madonna)                   | Madonna Bray                                      | Madonna Bray                         | 4:45    |  |
| 9.             | "El Coco Loco (So So Bad)" (interpretada por Coati Mundi) | Coati Mundi Hernandez                             | Hubert Eaves III                     | 6:22    |  |
| Duração total: | Duração total:                                            | Duração total:                                    | Duração total:                       | 39:48   |  |

## Desempenho comercial
Após seu lançamento, o álbum estreou na Billboard 200 no número quarenta e seis em 15 de agosto de 1987, na mesma semana em que a música-título "Who's That Girl" alcançou o topo da Billboard Hot 100. Na semana que terminou em 12 de setembro de 1987, o disco atingiu sua posição de pico no número sete. Permaneceu na tabela por vinte e oito semanas, e foi certificado em platina entregue pela Recording Industry Association of America (RIAA) pela venda de um milhão de cópias nos Estados Unidos. Who's That Girl vendeu 1,5 milhão de cópias em todo o país. No Canadá, o álbum estreou aos 85 anos na tabela de álbuns da RPM, em 1º de agosto de 1987. Após sete semanas, a trilha sonora subiu ao seu pico de quatro na tabela. A trilha sonora foi colocada na posição 37, na lista dos 100 álbuns mais vendidos no país em 1987 pela RPM e esteve presente nas tabelas por trinta semanas.
No Reino Unido, o álbum estreou e alcançou o número quatro na tabela de álbuns do Reino Unido em 1º de agosto de 1987, tornando-se a maior estreia da semana. Ele caiu uma posição na semana seguinte, onde ficou por outras três semanas. Who's That Girl esteve presente na tabela por vinte e cinco semanas e foi certificado em platina pela  British Phonographic Industry (BPI) pela coemrcialização de 300,000 cópias em todo o Reino Unido e, eventualmente, vendeu 320.000 no país. O álbum teve menos sucesso na Austrália, onde estreou e alcançou o número vinte e quatro. Ele entrou na tabela de álbuns da Nova Zelândia às doze em 6 de setembro de 1987. Depois de duas semanas, o álbum atingiu seu pico no número seis. Na Áustria, Who's That Girl se tornou a estreia mais vendida da semana, alcançando o número sete, em 15 de agosto de 1987, chegando finalmente ao número cinco. Na Alemanha, Who's That Girl estreou no topo das tabelas, permanecendo lá por duas semanas e ganhando uma certificação de ouro da BVMI. O álbum também alcançou o topo das paradas na tabela European Top 100 Albums. O álbum também alcançou o top dez das tabelas da Espanha, França, Japão, Holanda, Noruega, Suécia e Suíça. O álbum vendeu seis milhões de cópias em todo o mundo.

### Tabelas semanais
| Tabela musical (1987–2022)         | Melhor posição |
| ---------------------------------- | -------------- |
| Alemanha (Offizielle Top 100)      | 1              |
| Argentina (CAPIF)                  | 1              |
| Austrália (Kent Music Report)      | 24             |
| Áustria (Ö3 Austria Top 40)        | 5              |
| Canadá (RPM Album Chart)           | 4              |
| Croácia Internacional (HDU)        | 4              |
| Espanha (PROMUSICAE)               | 4              |
| Estados Unidos (Billboard 200)     | 7              |
| Europa (European Top 100 Albums)   | 1              |
| Finlândia (IFPI Finlândia)         | 5              |
| França (SNEP)                      | 2              |
| Hungria (MAHASZ)                   | 36             |
| Itália (Musica e dischi)           | 1              |
| Islândia (Tónlist)                 | 5              |
| Japão (Oricon)                     | 10             |
| Noruega (VG-lista)                 | 2              |
| Nova Zelândia (Recorded Music NZ)  | 6              |
| Países Baixos (MegaCharts)         | 1              |
| Reino Unido (UK Albums Chart)      | 4              |
| Reino Unido (UK Soundtrack Albums) | 18             |
| Suécia (Sverigetopplistan)         | 4              |
| Suíça (Schweizer Hitparade)        | 4              |

| Tabela musical (1987)               | Posição |
| ----------------------------------- | ------- |
| Alemanha (GfK Entertainment Charts) | 20      |
| Áustria (Ö3 Austria Top 40)         | 26      |
| Canadá (RPM)                        | 37      |
| Europa (European Top 100 Albums)    | 18      |
| Estados Unidos (Soundtrack Albums)  | 18      |
| Estados Unidos (Cashbox Albums)     | 30      |
| França (SNEP)                       | 15      |
| Países Baixos (MegaCharts)          | 16      |
| Reino Unido (Gallup/OCC)            | 18      |
| Suíça (Schweizer Hitparade)         | 29      |
| Tabela musical (1988)               | Posição |
| Estados Unidos (Soundtrack Albums)  | 8       |

| Região                                                                                             | Certificação | Vendas     |
| -------------------------------------------------------------------------------------------------- | ------------ | ---------- |
| Alemanha (BVMI)                                                                                    | Ouro         | 250,000^   |
| Brasil (Pro-Música Brasil)                                                                         | Ouro         | 250,000    |
| Canadá                                                                                             | —            | 160,000    |
| Espanha (PROMUSICAE)                                                                               | Platina      | 100,000^   |
| Estados Unidos (RIAA)                                                                              | Platina      | 1,000,000^ |
| França (SNEP)                                                                                      | 2× Platina   | 668,300    |
| Hong Kong (IFPI Hong Kong)                                                                         | Platina      | 20,000*    |
| Israel                                                                                             | —            | 15,000     |
| Itália (FIMI)                                                                                      | 2× Platina   | 450,000*   |
| Nova Zelândia (RIANZ)                                                                              | Ouro         | 7,500^     |
| Países Baixos (NVPI)                                                                               | Ouro         | 50,000^    |
| Reino Unido (BPI)                                                                                  | Platina      | 300,000^   |
| Suíça (IFPI Suíça)                                                                                 | Ouro         | 25,000^    |
| Resumos                                                                                            |              |            |
| Mundo                                                                                              | —            | 6,000,000  |
| ^distribuições baseadas apenas na certificação *números de vendas baseados somente na certificação |              |            |